# Stazione di Gabella Grande
La stazione di Gabella Grande è un'ex stazione ferroviaria, trasformata in posto di movimento, posta al km 227+927 della ferrovia Jonica. Serviva la frazione di Gabella Grande, nel comune di Crotone.
La gestione dell'impianto è affidata a Rete Ferroviaria Italiana.

## Storia

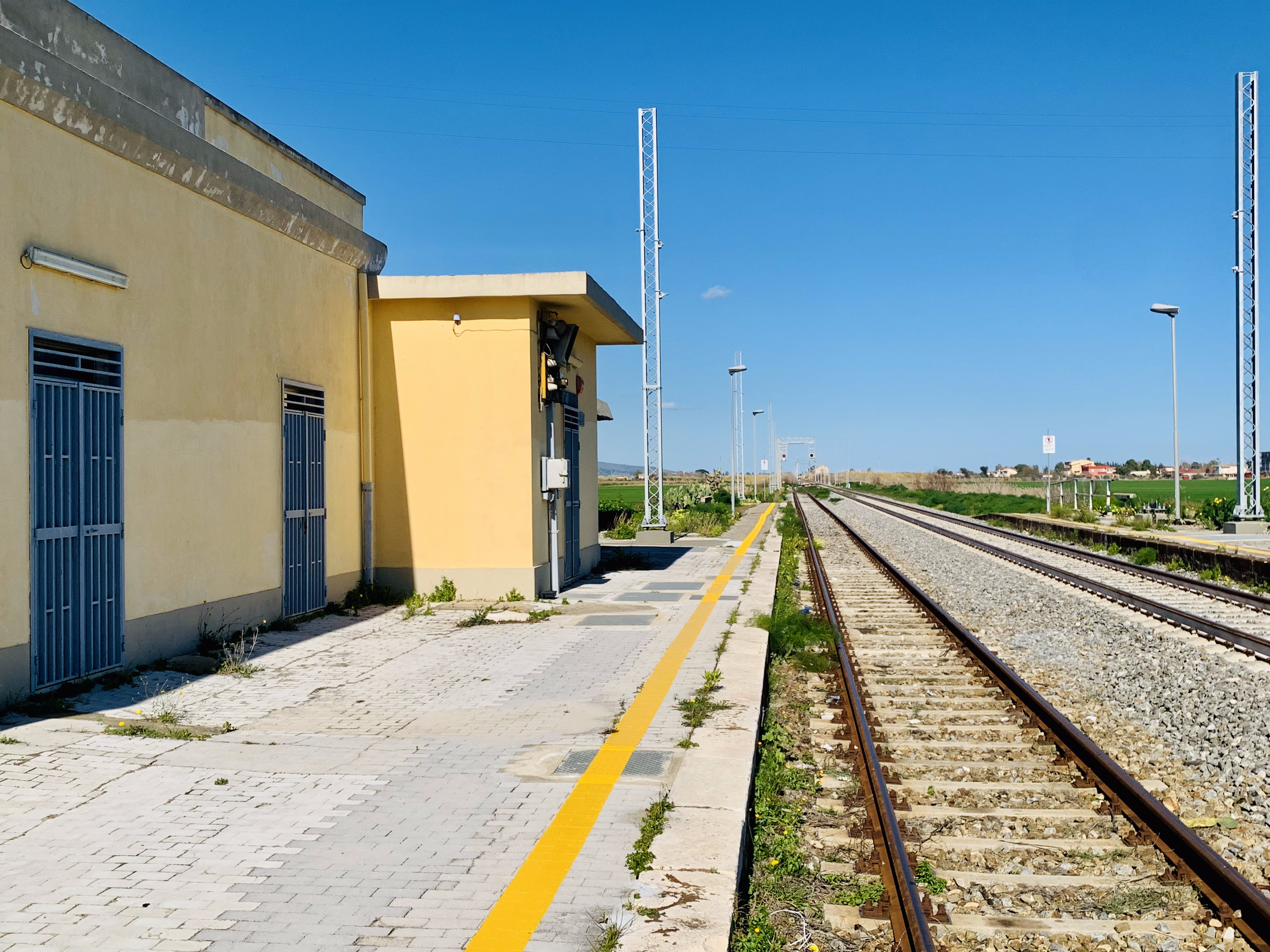
Vista binari dell'ex stazione.

La stazione fu aperta nel 1875, in concomitanza con l'apertura della tratta Cariati - Crotone della Ferrovia Jonica, a servizio della frazione Gabella Grande del comune di Crotone. Venne convertita in posto di movimento il 12 dicembre 2010.